# Violence contre les musulmans indiens
Il y a eu plusieurs cas de violence contre les musulmans indiens depuis la partition des Indes en 1947, souvent sous la forme d'attaques violentes contre des musulmans par des foules hindoues qui forment un modèle de violence religieuse sporadique entre les communautés hindoue et musulmane. Plus de 10 000 personnes ont été tuées dans des violences communautaires hindoues musulmanes depuis 1950 dans 6 933 cas de violences communautaires entre 1954 et 1982.
Les causes de cette violence contre les musulmans sont variées. On pense que les racines se trouvent dans l'histoire de l'Inde : réaction, revanche ou ressentiment envers les conquête et domination islamique de l'Inde à partir du Moyen Âge, les politiques respectueuses des statu quo ante établies par le colonisateur britannique du pays et, en 1947, la partition violente de l'Inde en un État islamique du Pakistan ayant une double assise territoriale (Pakistan occidental et Pakistan oriental) et prenant en tenaille une Inde laïque comportant une minorité musulmane qui, bien que résiduelle, demeurait, en chiffres absolus, la plus forte minorité religieuse au monde. De nombreux chercheurs pensent que les incidents de violence anti-musulmane postérieurs sont conjoncturellement motivés et relèvent de la stratégie électorale des principaux partis politiques associés au nationalisme hindou comme le parti Bharatiya Janata (branche politique du RSS). D'autres chercheurs estiment que la violence n'est pas généralisée mais qu'elle est limitée à certaines zones urbaines et nourrie par des conditions socio-politiques locales.

## Manifestation
La violence contre les musulmans prend fréquemment la forme d'attaques populaires contre des musulmans par des hindous,. Ces attaques sont appelées émeutes communautaires en Inde et sont perçues comme faisant partie d'un schéma de violence sectaire sporadique entre la majorité des communautés hindoues et minoritaires musulmanes, et ont également été liées à un rejet du projet politique islamiste ou une montée de l'islamophobie à travers le 20e siècle. La plupart des incidents se sont produits dans les États du nord et de l'ouest de l'Inde, tandis que le sentiment communautaire dans le sud est moins prononcé. Parmi les incidents les plus importants, on peut mentionner les massacres de Great Calcutta en 1946, Bihar et Garmukhteshwar en 1946 après l'émeute de Noakhali au Bengale oriental, le massacre de musulmans à Jammu en 1947, le massacre à grande échelle de musulmans à la suite de l'opération Polo à Hyderabad, anti- Émeutes musulmanes à Calcutta au lendemain des émeutes de Barisal en 1950 et des émeutes de 1964 au Pakistan oriental, des émeutes du Gujarat de 1969, des émeutes de Bhiwandi en 1984, des émeutes de Gujarat en 1985, des émeutes de Bhagalpur en 1989, des émeutes de Bombay, de Nellie en 1983 et des violences au Gujarat en 2002 et 2013 Émeutes de Muzaffarnagar.
Ces schémas de violence sont bien établis depuis la partition, avec des dizaines d'études documentant des cas de violence de masse contre des groupes minoritaires. Plus de 10 000 personnes ont été tuées dans des violences communautaires hindoues musulmanes depuis 1950. Selon les chiffres officiels, il y a eu 6 933 cas de violence communautaire entre 1954 et 1982 et, entre 1968 et 1980, 530 hindous et 1 598 Musulmans tués dans un total de 3 949 cas de violence de masse.
En 1989, il y a eu des incidents de violence de masse dans tout le nord de l'Inde. Praveen Swami pense que ces actes de violence périodiques ont "marqué l'histoire de l'Inde après l'indépendance" et ont également entravé la cause de l'Inde au Jammu-et-Cachemire en ce qui concerne le conflit du Cachemire.
En 2017, India Spend a rapporté que 84 % des victimes de violences exercées en Inde de 2010 à 2017 étaient des musulmans, et près de 97 % de ces attaques ont été signalées après mai 2014,.

## Causes et effets
Les racines de cette violence se trouvent dans l'histoire de l'Inde, résultant du ressentiment persistant envers la domination islamique de l'Inde à partir du Moyen Âge, des politiques établies par les colonisateurs britanniques du pays, de la partition violente de l'Inde en un Pakistan musulman et de l'Inde avec une grande mais minoritaire Population musulmane. Certains chercheurs ont décrit les incidents de violence anti-musulmane comme étant politiquement motivés et organisés et les ont qualifiés de pogroms  ou d'actes de génocide   ou d'une forme de terrorisme d'État avec "massacres politiques organisés"  que de simples " émeutes ". D'autres soutiennent que, bien que leur communauté soit confrontée à la discrimination et à la violence, certains musulmans ont connu beaucoup de réussite, que la violence n'est pas aussi répandue qu'il y paraît, mais qu'elle est limitée à certaines zones urbaines en raison des conditions socio-politiques locales, et il y a de nombreuses villes où les musulmans et les hindous vivent en paix avec presque aucune incidence de violence sectaire. Dans les émeutes anti-musulmanes en Inde, trois musulmans sont tués pour un hindou. La concurrence économique entre hindous et musulmans entraîne également des émeutes planifiées où les entreprises musulmanes sont spécifiquement ciblées.

### Rôle des partis politiques
De nombreux spécialistes des sciences sociales estiment que nombre de ces actes de violence sont soutenus institutionnellement, en particulier par les partis politiques et les organisations liées à l'organisation de volontaires nationalistes hindous, Rashtriya Swayamsevak Sangh (RSS). En particulier, les universitaires reprochent au Bharatiya Janata Party (BJP)(parti indien du peuple) et au Shiv Sena d'avoir été complices de ces incidents de violence,,, et d'avoir utilisé la violence contre les musulmans dans le cadre d'une stratégie électorale plus large,. Par exemple, les recherches de Raheel Dhattiwala et Michael Biggs ont déclaré que les assassinats sont beaucoup plus élevés dans les régions où le BJP fait face à une forte opposition électorale que dans les régions où il est déjà fort. En 1989, le nord de l'Inde a vu une augmentation des attaques orchestrées contre les musulmans, et le BJP a eu plus de succès aux élections locales et étatiques. L'anthropologue social Stanley Jeyaraja Tambiah conclut que les violences à Bhagalpur en 1989, à Hashimpura en 1987 et à Moradabad en 1980 étaient des tueries organisées. Selon Ram Puniyani, le Shiv Sena a été victorieux aux élections en raison de la violence dans les années 1990, et le BJP au Gujarat après la violence de 2002. Gyan Prakash, cependant, met en garde contre le fait que les actions du BJP au Gujarat ne correspondent pas à l'ensemble de l'Inde, et il reste à voir si le mouvement Hindutva a réussi à déployer cette stratégie à l'échelle nationale.

### Facteurs économiques et culturels
Les nationalistes hindous mettent en avant l'assujettissement historique de l'Inde par les conquérants musulmans comme origine de cette violence. Ils estiment que, depuis la partition, les musulmans indiens sont affidés au Pakistan islamique et constituent de potentiels terroristes. Par conséquent, les hindous sont en droit de compenser les torts passés et réaffirmer leur fierté. Le taux de fécondité plus élevé chez les musulmans est un thème récurrent dans la rhétorique de la droite hindoue qui voit là l'élément d'un plan d'ensemble visant à réduire les hindous à l'état de minorité dans leur propre pays.

Une autre raison invoquée pour expliquer ces flambées de violence est la mobilité ascendante des castes inférieures provoquée par l'expansion de l'économie. La violence serait devenue un substitut aux tensions de classe. Les nationalistes, plutôt que de traiter les revendications de la classe inférieure, considèrent plutôt les musulmans et les chrétiens comme n'étant pas "entièrement indiens" en raison de leur religion et décrivent ceux qui commettent des attaques comme des "héros" qui ont défendu la majorité contre des "anti-nationaux". Les musulmans sont considérés comme suspects et leur loyauté envers l'État est remise en question. Selon Omar Khalidi : 
 La violence anti-musulmane est planifiée et exécutée pour rendre les musulmans économiquement et socialement paralysés et, en tant que résultat final de ce retard économique et social, les assimiler dans les échelons inférieurs de la société hindoue. 
Le nationalisme culturel a également été invoqué pour expliquer les cas de violence perpétrée par Shiv Sena qui, au départ, prétendait parler au nom du peuple du Maharashtra, mais a rapidement réorienté sa rhétorique en incitant à des violences contre les musulmans. Les Shiv Sena ont été complices des violences de 1984 dans la ville de Bhiwandi, puis des violences de Bombay en 1992 et 1993. Dans les deux cas, Sena a reçu l'aide de la police et des autorités locales. D'autres violence ont été suscitées par Sena en 1971 et 1986,. Selon Sudipta Kaviraj, les Vishva Hindu Parishad (VHP) sont toujours engagés dans les conflits religieux qui ont commencé à l'époque médiévale.
Les violences anti-musulmanes peuvent susciter des représailles à l'encontre des hindous résidant en dehors de l'Inde. Depuis les années 1950, des attaques ont eu lieu contre les derniers hindous du Pakistan et du Bangladesh en réponse à des violences antimusulmanes en Inde. Après les violences de 1992 à Bombay, des temples hindous ont été attaqués dans des pays tiers: Grande-Bretagne, Dubaï et Thaïlande. Cette violence récurrente est devenue un modèle rigoureusement conventionnel qui crée un fossé entre les communautés hindoue et musulmane.
Jamaat-e-Islami Hind s'est prononcée contre ces affrontements communautaires, car elle estime que la violence affecte non seulement les musulmans, mais l'Inde dans son ensemble, et que ces émeutes nuisent au progrès de l'Inde. Au Gujarat, le Terrorist and Disruptive Activities (Prevention) Act de 1985(TADA) a été invoqué dans des incidents liés à la violence communautaire en 1992 et 1993. La majorité des personnes arrêtées en vertu de cette loi étaient musulmanes. À l'inverse, la TADA n'a pas été utilisée après les violences perpétrées contre les musulmans lors des émeutes de Bombay.

### Démographie
Les politiciens du BJP, ainsi que ceux d'autres partis, soutiennent que la démographie joue un rôle essentiel dans les élections indiennes. Le BJP estime que plus le nombre de musulmans dans une circonscription est élevé, plus les chances des partis centristes de répondre aux demandes des groupes minoritaires sont élevées, ce qui réduit les chances des musulmans de "construire des ponts" avec leurs voisins hindous. En tant que tel, selon cet argument, "l'apaisement musulman" est la cause profonde de la violence communautaire. Susanne et Lloyd Rudolph soutiennent que la disparité économique est une raison de l'agression manifestée envers les musulmans par les hindous. Alors que l'économie de l'Inde se développait en raison de la mondialisation et des investissements des sociétés étrangères, les attentes de la population hindoue ne correspondaient pas aux occasions. Les nationalistes hindous ont ensuite encouragé la perception des musulmans comme la source des troubles des hindous.
Les actions violentes des groupes militants anti-hindous et anti-indiens au Cachemire et au Pakistan ont renforcé le sentiment anti-musulman en Inde, ce qui a profité à la droite hindoue. Le discours de Hindutva décrit les musulmans comme des traîtres et des ennemis de l'État, dont le patriotisme et la loyauté sont mis en doute. Sumit Ganguly fait valoir que la montée du terrorisme ne peut pas seulement être attribuée à des facteurs socio-économiques, mais aussi à la violence perpétrée par les forces d'Hindutva.

## Incidents majeurs

### 1964 Kolkata
Des émeutes entre hindous et musulmans ont fait plus d'une centaine de morts, 438 blessés. Plus de 7 000 personnes ont été arrêtées. 70 000 musulmans ont fui leurs maisons et 55 000 ont été protégés par l' armée indienne . Les musulmans de Calcutta sont devenus plus ghettoïsé que jamais à la conséquence de cette émeute. L'émeute aurait été provoquée par la violence contre les hindous au Pakistan oriental (aujourd'hui Bangladesh) et le flux de réfugiés en provenance de là. Des violences ont également été constatées dans les zones rurales du Bengale occidental.

### 1983 massacre de Nellie
Dans l'État d'Assam en 1983, le massacre de Nellie a eu lieu. Près de 1 800 musulmans d'origine bengali ont été abattus par des membres de la tribu Lalung (également connus sous le nom de Tiwa) dans un village appelé Nellie,. Il a été décrit comme l'un des massacres les plus graves depuis la Seconde Guerre mondiale avec la majorité des victimes étant des femmes et des enfants, à la suite des actions du Mouvement Assam,.
L'une des raisons invoquées pour cet incident est qu'il résulte d'une accumulation de ressentiment à l'égard de l'immigration. Le mouvement Assam a insisté pour radier les noms des immigrants illégaux du registre électoral et leur expulsion de l'État. Il y avait un large soutien pour le mouvement, qui a diminué entre 1981 et 1982.
Le mouvement exigeait que toute personne entrée illégalement dans l'État depuis 1951 soit expulsée. Le gouvernement central, cependant, a insisté sur une date butoir de 1971. Vers la fin de 1982, le gouvernement central a déclenché des élections et le mouvement a appelé les gens à le boycott, ce qui a conduit à la violence généralisée.
Le rapport officiel de la Commission Tiwari sur le massacre de Nellie est toujours un secret bien gardé (il n'en existe que trois exemplaires). Le rapport de 600 pages a été soumis au gouvernement Assam en 1984 et le gouvernement du Congrès (dirigé par Hiteswar Saikia ) a décidé de ne pas le rendre public, et les gouvernements suivants ont emboîté le pas. Assam United Democratic Front et d'autres font des efforts juridiques pour rendre public le rapport de la Commission Tiwari, afin que la justice raisonnable soit rendue aux victimes, au moins 25 ans après l'incident.
Depuis lors, il n'y a eu aucun cas de violence communautaire dans le Haut-Assam.

### 1969 à 1989
Lors des émeutes du Gujarat de 1969, on estime que 630 personnes sont mortes. Les émeutes de Bhiwandi en 1970 ont été un exemple de violence anti-musulmane qui s'est produite entre le 7 et le 8 mai dans les villes indiennes de Bhiwandi, Jalgaon et Mahad. Il y a eu de nombreux incendies criminels et du vandalisme sur des propriétés appartenant à des musulmans. En 1980, à Moradabad, environ 2 500 personnes ont été tuées. L'estimation officielle est de 400 et d'autres observateurs estiment entre 1 500 et 2 000. La police locale a été directement impliquée dans la planification de la violence . En 1989 à Bhagalpur, on estime que près de 1 000 personnes ont perdu la vie dans des attaques violentes, qui résulteraient des tensions suscitées par le conflit d'Ayodhya et les processions menées par les militants du VHP, qui devaient être un montrer leur force et servir d'avertissement aux communautés minoritaires.

### Massacre de Hashimpura en 1987
Le massacre de Hashimpura s'est produit le 22 mai 1987, lors des émeutes hindoues-musulmanes dans la ville de Meerut, dans l' État de l'Uttar Pradesh, en Inde, lorsque 19 membres du personnel des forces armées provinciales auraient rassemblé 42 jeunes musulmans de la Hashimpura mohalla (localité) de la ville, les a emmenés en camion à la périphérie, près de Murad Nagar, dans le district de Ghaziabad, où ils ont été abattus et leurs corps ont été jetés dans des canaux d'eau. Quelques jours plus tard, des cadavres ont été retrouvés flottant dans les canaux. En mai 2000, 16 des 19 accusés se sont rendus et ont ensuite été libérés sous caution, tandis que 3 étaient déjà morts. Le procès de l'affaire a été transféré par la Cour suprême de l'Inde en 2002 de Ghaziabad à un tribunal des sessions du complexe Tis Hazari à Delhi,, où il s'agit de la plus ancienne affaire en instance.

### Émeutes de Bombay en 1992
La destruction de la Mosquée de Babri par des nationalistes hindous a conduit directement aux émeutes de Bombay en 1992. Selon un article publié dans le magazine The Hindu's Frontline, intitulé Gory Winter, "officiellement, 900 personnes ont été tuées dans des émeutes et des tirs par la police, 2 036 blessés et des milliers de déplacés internes". Le correspondant de la BBC, Toral Varia, a qualifié les émeutes de "pogrom planifié", qui se préparait depuis 1990, et a déclaré que la destruction de la mosquée était "la dernière provocation".
Plusieurs érudits ont également conclu que les émeutes devaient avoir été planifiées à l'avance et que les émeutiers hindous avaient eu accès à des informations sur l'emplacement des maisons et des entreprises musulmanes à partir de sources non publiques. Cette violence est largement rapportée comme ayant été orchestrée par Shiv Sena, un groupe nationaliste hindou dirigé par Bal Thackeray. Un membre de haut rang de la branche spéciale, V. Deshmukh, a témoigné devant la commission chargée de sonder les émeutes. Il a déclaré que les échecs du renseignement et de la prévention étaient dus à des assurances politiques que la mosquée d'Ayodhya serait protégée, que la police était pleinement consciente des capacités du Shiv Sena à commettre des actes de violence et qu'elle avait incité à la haine contre les communautés minoritaires.

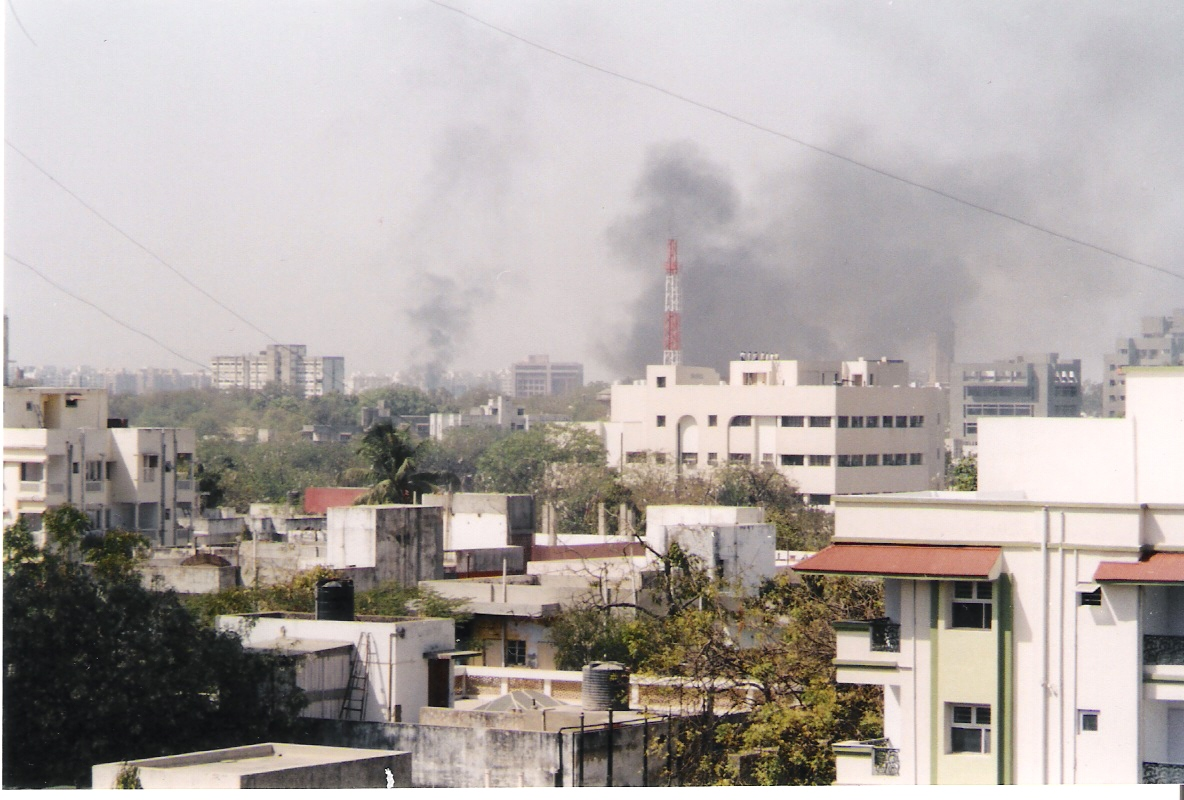
La ligne d'horizon d'Ahmedabad remplie de fumée alors que les bâtiments et les magasins sont incendiés par des foules émeutes

### Violences au Gujarat en 2002
Depuis la partition, la communauté musulmane a été victime et engagée dans des violences sectaires au Gujarat . En 2002, dans un incident décrit comme un acte de « terreur d'État fasciste », extrémistes hindous ont commis des actes de violence contre la population de la minorité musulmane, en représailles à la violence sectaire continue et à la persécution par des islamistes radicalisés, souvent soutenu par les services de renseignement pakistanais, avec un soutien croissant parmi la population musulmane locale.
Le point de départ de l'incident a été l'incendie du train Godhra qui aurait été fait par des musulmans. Pendant l'incident, des jeunes filles ont été agressées sexuellement, brûlées ou coupées violentes. Ces viols ont été tolérés par le BJP au pouvoir, dont le refus d'intervenir a entraîné le déplacement de 200 000 personnes. Les chiffres du nombre de morts varient de l'estimation officielle de 790 musulmans et 254 hindous tués à 2 000 musulmans tués. Ensuite, le ministre en chef Narendra Modi a également été accusé d'avoir déclenché et toléré la violence, tout comme les policiers et les représentants du gouvernement qui y ont participé, alors qu'ils dirigeaient les émeutiers et donnaient aux extrémistes des listes de propriétés appartenant à des musulmans.
Mallika Sarabhai, qui s'était plainte de la complicité de l'État dans les violences, a été harcelée, intimidée et faussement accusée de traite des êtres humains par le BJP. Trois policiers ont été transférés à titre punitif par le BJP après avoir réussi à réprimer les émeutes dans leurs quartiers, afin de ne pas entraver davantage la prévention des violences. Selon Brass, la seule conclusion tirée des éléments de preuve disponibles indique un pogrom méthodique, qui a été exécuté avec "une brutalité exceptionnelle et était hautement coordonné".
En 2007, le magazine Tehelka a publié The Truth: Gujarat 2002, un rapport qui impliquait le gouvernement de l'État dans la violence, et affirmait que ce qui avait été appelé un acte de vengeance spontané était, en réalité, un "pogrom sanctionné par l'État". Selon Human Rights Watch, la violence au Gujarat en 2002 était planifiée à l'avance, et la police et le gouvernement de l'État ont participé à la violence. En 2012, Modi a été blanchi de la complicité dans les violences par une équipe spéciale d'enquête nommée par la Cour suprême. La communauté musulmane aurait réagi avec "colère et incrédulité", et la militante Teesta Setalvad a déclaré que la lutte juridique n'était pas encore terminée, car elle avait le droit de faire appel. Human Rights Watch a rendu compte d'actes d'héroïsme exceptionnel commis par des hindous, des Intouchables et des tribus, qui ont tenté de protéger les musulmans de la violence.

### Violence à Muzaffarnagar
Au cours de l'année 2013, entre août et septembre, des conflits entre les deux principales communautés religieuses hindoues et musulmanes se sont produits dans le district de Muzaffarnagar, dans l' État d'Uttar Pradesh. Ces émeutes ont fait au moins 62 morts, dont 42 musulmans et 20 hindous, blessé 200 personnes et fait plus de 50 000 déplacés.

### Violences de 2020 à New Delhi
Les émeutes du nord-est de Delhi, qui ont fait plus de 40 morts et des centaines de blessés, ont été déclenchées par des protestations contre une loi sur la citoyenneté considérée par de nombreux critiques comme anti-musulmane et faisant partie du programme nationaliste hindou du Premier ministre Narendra Modi ,,,.

### Violences de 2023 au Haryana
Le 31 juillet 2023, à l'initiative notamment de militants de l'organisation extrémiste Bajrang Da, des commerces tenus par des musulmans sont saccagés dans la ville de Nuh (Haryana), une mosquée incendiée et l'un de ses clercs assassiné. Les violences se sont répandues ailleurs dans l'État, causant la mort d'au moins six personnes. Des dizaines de conseils de village ont signé des missives afin d'interdire l'entrée des vendeurs musulmans dans leur bourgade. Après les violences qui ont frappé Nuh, le gouvernement Bharatiya Janata Party (BJP) de l'Haryana a décidé de démolir des centaines de maisons et de commerces appartenant, pour la plupart, à des musulmans. Une cour locale a finalement ordonné l'arrêt de ces démolitions, soulevant la question d'un « nettoyage ethnique ».

## Représentations
Le film Parzania, qui est basé sur le massacre de la société Gulbarg survenu lors des violences de 2002, a été boycotté par les cinémas du Gujarat par peur de déclencher une nouvelle émeute. Le film documente des atrocités telles que des familles brûlées vives dans leurs maisons par des extrémistes hindous, des femmes incendiées après avoir été violées collectivement et des enfants coupés en morceaux.
La solution finale de Rakesh Sharma est considérée comme l'un des meilleurs documentaires sur la violence au Gujarat en 2002. Le Central Board of Film Certification avait tenté d' interdire le film mais, en 2004, le président Anupam Kher a délivré un certificat qui lui a permis version non coupée à filtrer.